# 一次處分
一次處分為一次履行後法律效力即為終結的行政處分，而此類型處分的效力也僅限於當次行為，如欲對於相同行為為行政處分，則須再為一次行政處分。